# 1762 az irodalomban
Az 1762. év az irodalomban.

## Megjelent új művek

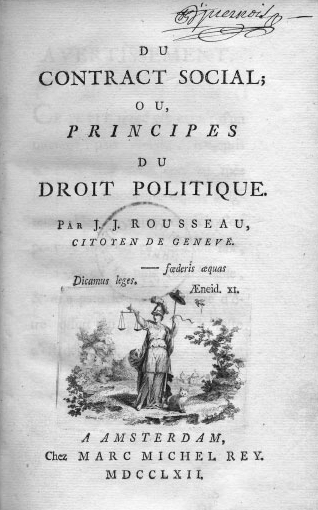
A Társadalmi szerződés címlapja (1762)

- Jean-Jacques Rousseau Amsterdamban megjelenteti politikafilozófiai értekezését, a Társadalmi szerződést (teljes francia címe: Du contrat social ou Principes du droit politique). Ugyanebben az évben lát napvilágot regénye, az Emil, avagy a nevelésről (Émile ou De l’éducation).
- Denis Diderot befejezi Rameau  unokaöccse (Le Neveu de Rameau) című párbeszédes regényét (de csak a 19. században adták ki).
- Önálló kötetben megjelenik Tobias Smollett skót író The Life and Adventures of Sir Launcelot Greaves című regénye (1760–1761-ben folytatásokban publikálta).
- Feltehetően ebből az évből való Bethlen Kata önéletírásának első kiadása: Gróf Bethleni Bethlen Kata életének maga által való rövid leírása.
- Ekkor jelent meg kéziratos formában Paiszij Hilendarszki Isztorija szlavjanobolgarszkaja című történeti munkája.[1]

### Dráma
- Bemutatók Velencében:
  - Carlo Goldoni vígjátéka: Le baruffe chiozzotte (A chioggiai csetepaté)
  - Carlo Gozzi itáliai drámaíró mesejátékai:Il re cervo (A szarvaskirály) és Turandot.

## Születések

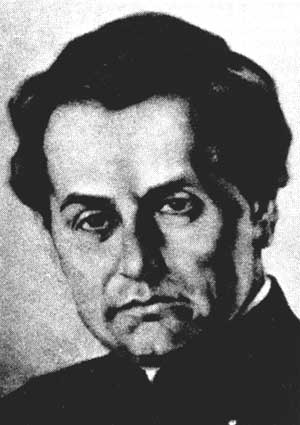
Anton Bernolák

- május 19. – Johann Gottlieb Fichte német filozófus, a német idealizmus megalapítója († 1814)
- július 26. – Kelemen László színműíró, az első magyar színigazgató († 1814)
- október 4. – Anton Bernolák katolikus pap, író, nyelvész; a szlovák irodalmi nyelv megalapítója  († 1813)
- október 30. – André Chénier francia költő, újságíró († 1794)

## Halálozások
- május 26. – Alexander Gottlieb Baumgarten német filozófus, az esztétika tudományának úttörője (* 1714)
- június 26. – Luise Gottsched német írónő (* 1713)